# Scolopendra koreana
Scolopendra koreana är en mångfotingart som först beskrevs av Karl Wilhelm Verhoeff 1934.  Scolopendra koreana ingår i släktet Scolopendra och familjen Scolopendridae. Inga underarter finns listade i Catalogue of Life.